# Джери Лий Люис
Джери Лий Люис (на английски: Jerry Lee Lewis) е известен американски певец и музикант, сред пионерите на рокендрола.
През 1986 г. е сред първите, включени в Залата на славата на рокендрола. През 2004 г. списанието Rolling Stone го поставя на 24-то място в класацията си на 100-те най-добри изпълнители за всички времена.
Роден е в бедно семейство в източна Луизиана и започва да свири на пиано от ранна възраст. Едни от най-големите му хитове са Whole Lotta Shakin' Goin' On и Great Balls of Fire, създадени още през 1950-те години. През декември 1957 г. се жени за своя 13-годишна братовчедка, което предизвиква голям скандал. Спират се неговите изпълнения по радиото и много клубове не искат да го приемат да свири в тях. От $10 000 на нощ неговото заплащане пада на $250. Популярността му частично се възстановява през 1960-те години.
Джери Лий Люис има 7 брака и общо 6 деца. За 2 от децата няма никаква информация, други 2 деца загиват при злополуки. През 2010 г. останалите живи деца са Фиби Люис (дъщеря) и Джери Лий Люис III (син).